# 毓朗
敏達貝勒毓朗（穆麟德轉寫：Yū Lang；1864年8月27日—1922年12月14日），字月华，号余痴，别号余痴生，爱新觉罗氏。宗室，清末军机大臣。
光绪三十三年（1907年）袭贝勒。历任巡警部（民政部）侍郎、步军统领。宣统二年（1910年）七月，授军机大臣。三年（1911年）四月，改授军谘大臣。 辛亥革命事起，积极参与宗社党活动。民國十一年壬午十月二十六日溘逝，年五十九岁，谥曰敏达。

## 家庭

### 兒子
- 第一子 恆堯，光緒十一年乙酉九月十四日戊時生，十二年丙戌四月二十日酉時卒；嫡夫人赫舍里氏所生。
- 第二子 恆馞，字「次馨」、號「墨波」，光緒三十二年丙午十二月初四日申時生，第一妾李靜塵所生。只有一子啟星，娶左繼英並生下三個女兒（金輝、金碩、金宇）。

### 女兒
- 第一女 恆慧，字「伯馨」，嫡夫人赫舍里氏所生。有兩女：長女完顏·童記（或「立童記」[1]、現名「王敏彤」），次女完顏·碧琳（現名「王涵」）。
- 第二女 恆香，字「仲馨」，號「竹香」，現名「金仲馨」。嫡夫人赫舍利氏所生。皇后婉容之父榮源第四任妻子、宣統帝三妹夫潤麒之母。
- 第三女 恆芬，字「叔馨」，嫡夫人赫舍里氏所生。
- 第四女，未命名夭折，嫡夫人赫舍里氏所生。
- 第五女 恆馥，字「季馨」，嫡夫人赫舍里氏所生。
- 第六女，名號不詳，第一妾李靜塵所生。二十幾歲時死于肺結核。
- 第七女 馨遠，第二妾紀清安所生。

### 兄弟
- 長兄 毓長，有九子，其第四女為皇后婉容之母。
- 三弟 毓辰，早夭。
- 四弟 毓盈（字「損之」），只有一子恆蘭（字「如馨」、現名「恆如馨」）。